# Euedwardsia
Xanthothrix là một chi bướm đêm thuộc họ Noctuidae.